# Dariusz Pyza
Dariusz Jan Pyza – polski inżynier, doktor habilitowany nauk technicznych, nauczyciel akademicki Politechniki Warszawskiej, specjalności naukowe: modelowanie procesów i systemów transportowych, modelowanie systemów transportu intermodalnego, wielokryterialne wspomaganie decyzji w transporcie i logistyce, eksploatacja środków transportu, kształtowanie systemów przewozowych transportu niskoemisyjnego, logistyka.

## Życiorys
W 2007 na podstawie napisanej pod kierunkiem Tomasza Ambroziaka rozprawy pt. Metoda optymalizacji systemu obsługi technicznej środków transportu z uwzględnieniem intensywności ich użytkowania uzyskał na Wydziale Transportu Politechniki Warszawskiej stopień naukowy doktora nauk technicznych w dyscyplinie transport specjalność: modelowanie procesów i systemów transportowych. Tam też na podstawie dorobku naukowego oraz monografii pt. Modelowanie systemów przewozowych w zastosowaniu do projektowania obsługi transportowej podmiotów gospodarczych nadano mu w 2013 stopień naukowy doktora habilitowanego nauk technicznych w dyscyplinie transport specjalności: modelowanie procesów i systemów transportowych, logistyka.
Został profesorem nadzwyczajnym Politechniki Warszawskiej w Wydziale Transportu w Zakładzie Inżynierii Systemów Transportowych i Logistyki oraz prodziekanem tego wydziału. Był adiunktem w Uczelni Techniczno-Handlowej im. Heleny Chodkowskiej (Wydział Inżynieryjny).
Został członkiem Rady Doskonałości Naukowej I kadencji.